# Pansophisme

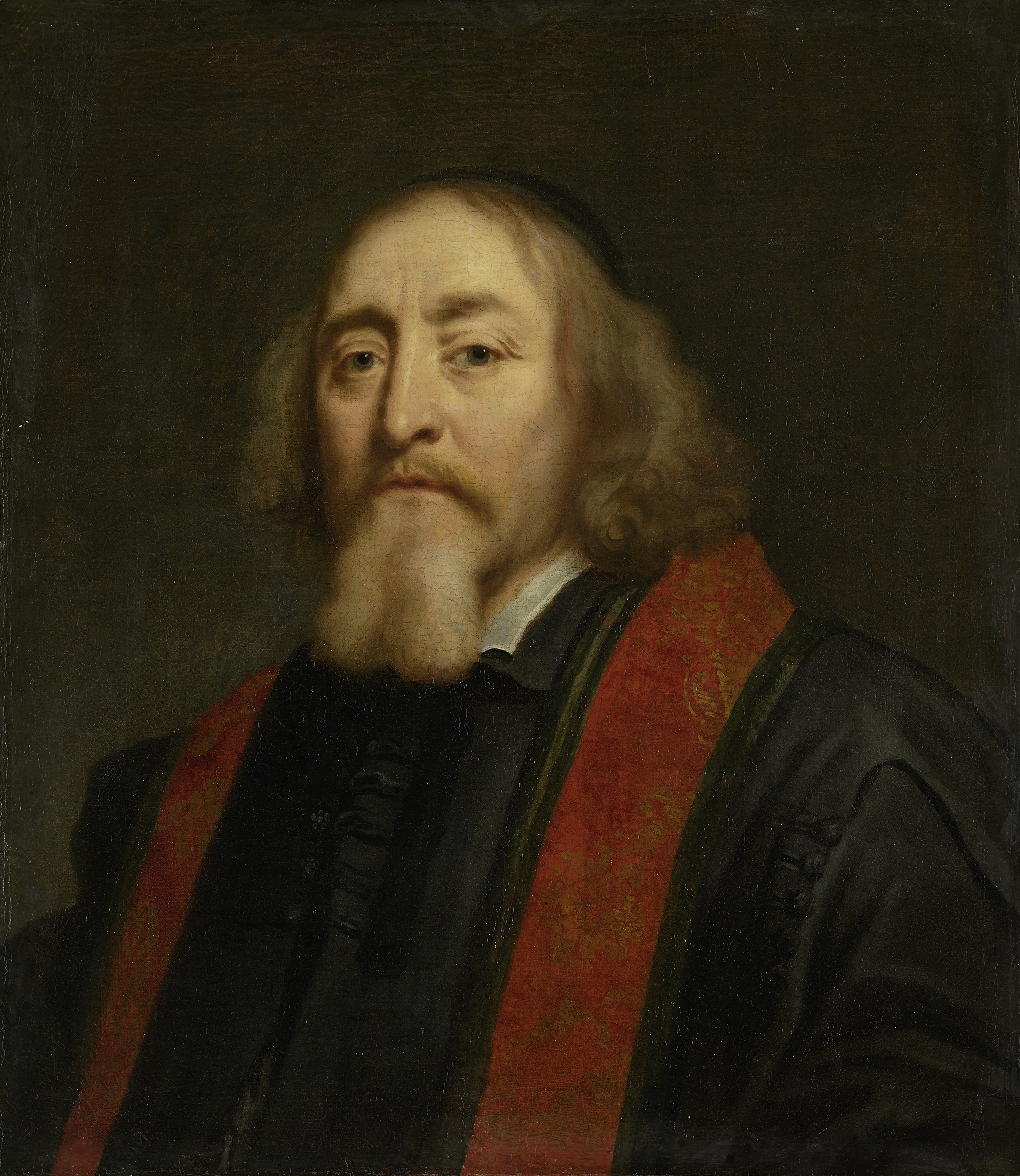
Jan Amos Comenius(1592-1670) est l'inventeur du pansophisme.

Le pansophisme ou pansophie, est un concept éducatif de connaissance universelle proposé par Comenius, un éducateur morave, dont l'un des grands intérêts est de faire avancer la tentative baconienne d'organisation de la totalité des connaissances humaines et qui devient l'une des figures majeures du mouvement encyclopédique du XVIIe siècle (que l'on appelle également « pansophie »).

## Principe pansophique
Le principe pansophique figure au premier plan de la pensée de Comenius : il stipule que tout doit être enseigné à tous, ou comme il le dit « à tous les hommes et à tous les points de vue » (Grande Didactique), comme base directrice de l'éducation . Cela perpétue l'idée de l'éducation universelle (Characteristica universalis). 
Le terme de  pansophisme est le plus souvent utilisé par Comenius pour décrire sa philosophie pédagogique. Son livre Pansophiae prodromus (1639) est publié à Londres  collaboration avec Samuel Hartlib. Il est suivi par  Pansophiae diatyposis . La pansophie, dans ce sens, est définie comme « la pleine compréhension adulte de l'ordre divin des choses ». Comenius a pour objectif de créer un Collège pansophique, précurseur des instituts universitaires ultérieurs  Il expose ses idées à ce sujet dans un traité Via lucis, écrit en 1641-1642 à Londres ; mais ayant dû partir en raison de la guerre civile anglaise qui vient d'éclater, son  ouvrage est finalement imprimé en 1668, à Amsterdam.
Le terme de pansophisme n'est pas original, ayant déjà été employé au milieu du XVIe siècle par Bartolomeo Barbaro de Padoue dans son De omni scibili libri quadraginta : seu Prodromus pansophiae.

## Franc-maçonnerie pansophique
Un groupe de francs-maçons est appelé franc-maçonnerie pansophique.